# Open de Gdynia de snooker 2016
L'Open de Gdynia 2016 est un tournoi de snooker classé mineur, qui s'est déroulé du 23 au 28 février 2016 à Gdynia, en Pologne. Il est sponsorisé par la Kreativ Dental Clinic. 

## Déroulement
Il s'agit de la septième épreuve du championnat européen des joueurs, une série de tournois disputés en Europe (6 épreuves) et en Asie (1 épreuve), lors desquels les joueurs doivent accumuler des points afin de se qualifier pour la grande finale à Manchester.
L'événement compte un total de 255 participants, dont 128 ont atteint le tableau final. Le vainqueur remporte une prime de 25 000 €.
Le tournoi est remporté par Mark Selby devant son compatriote Martin Gould 4 manches à 1 en finale. Il s'agit du premier tournoi remporté par Selby cette saison, lui qui n'avait pas fait mieux que deux demi-finales. Il a déclaré en interview que cette victoire était loin d'être certaine pour lui, notamment lorsqu'il était mené 3 à 0 par Luca Brecel, avant de remonter pour s'imposer 4 manches à 3. Selby améliore ainsi son propre record avec un septième titre sur le circuit européen.

## Dotation
La répartition des prix est la suivante :
- Vainqueur : 25 000 €
- Finaliste : 12 000 €
- Demi-finaliste : 6 000 €
- Quart de finaliste : 4 000 €
- 8èmes de finale : 2 300 €
- 16èmes de finale : 1 200 €
- Deuxième tour : 700 €
- Dotation totale : 125 000 €

## Phases finales
|  | Quarts de finale au meilleur des 7 manches | Quarts de finale au meilleur des 7 manches | Quarts de finale au meilleur des 7 manches |            |              | Demi-finales au meilleur des 7 manches | Demi-finales au meilleur des 7 manches | Demi-finales au meilleur des 7 manches |  |  | Finale au meilleur des 7 manches | Finale au meilleur des 7 manches | Finale au meilleur des 7 manches |
|  |                                            |                                            |                                            |            |              |                                        |                                        |                                        |  |  |                                  |                                  |                                  |
|  |                                            | Barry Hawkins                              | 3                                          |            |              |                                        |                                        |                                        |  |  |                                  |                                  |                                  |
|  |                                            | Kyren Wilson                               | 4                                          |            |              |                                        |                                        |                                        |  |  |                                  |                                  |                                  |
|  |                                            | Kyren Wilson                               | 4                                          |            | Kyren Wilson | 2                                      |                                        |                                        |  |  |                                  |                                  |                                  |
|  |                                            |                                            |                                            |            | Kyren Wilson | 2                                      |                                        |                                        |  |  |                                  |                                  |                                  |
|  |                                            |                                            | Martin Gould                               | 4          |              |                                        |                                        |                                        |  |  |                                  |                                  |                                  |
|  |                                            | Ben Woollaston                             | Martin Gould                               | 4          | 1            |                                        |                                        |                                        |  |  |                                  |                                  |                                  |
|  |                                            | Ben Woollaston                             |                                            |            | 1            |                                        |                                        |                                        |  |  |                                  |                                  |                                  |
|  |                                            | Martin Gould                               | 4                                          |            |              |                                        |                                        |                                        |  |  |                                  |                                  |                                  |
|  |                                            |                                            |                                            |            |              |                                        |                                        |                                        |  |  |                                  | Martin Gould                     | 1                                |
|  |                                            |                                            |                                            | Mark Selby | 4            |                                        |                                        |                                        |  |  |                                  |                                  |                                  |
|  |                                            | Marco Fu                                   | 1                                          |            |              |                                        |                                        |                                        |  |  |                                  |                                  |                                  |
|  |                                            | Mark Selby                                 | 4                                          |            |              |                                        |                                        |                                        |  |  |                                  |                                  |                                  |
|  |                                            | Mark Selby                                 | 4                                          |            | Mark Selby   | 4                                      |                                        |                                        |  |  |                                  |                                  |                                  |
|  |                                            |                                            |                                            |            | Mark Selby   | 4                                      |                                        |                                        |  |  |                                  |                                  |                                  |
|  |                                            |                                            | Andrew Higginson                           | 2          |              |                                        |                                        |                                        |  |  |                                  |                                  |                                  |
|  |                                            | Andrew Higginson                           | Andrew Higginson                           | 2          | 4            |                                        |                                        |                                        |  |  |                                  |                                  |                                  |
|  |                                            | Andrew Higginson                           |                                            |            | 4            |                                        |                                        |                                        |  |  |                                  |                                  |                                  |
|  |                                            | Mark King                                  | 3                                          |            |              |                                        |                                        |                                        |  |  |                                  |                                  |                                  |

## Finale
| Finale au meilleur des 7 manches Arbitre : Robert Zablocki |                          |                       |
| Martin Gould Angleterre                                    | 1 - 4 ( - )              | Mark Selby Angleterre |
| 0 41                                                       | Centuries Meilleur break | 0 92                  |
| Mark Selby remporte l'Open de Gdynia 2016                  |                          |                       |